# Kitimat

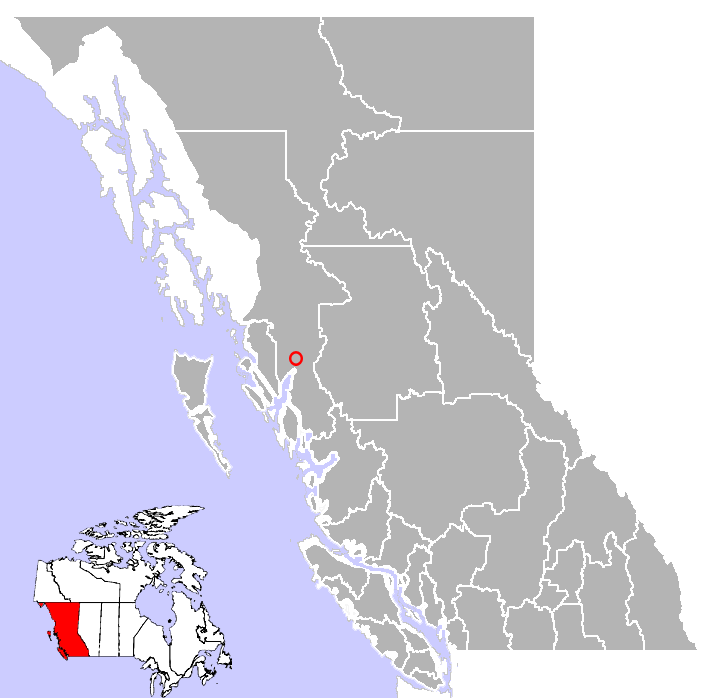
Localização de Kitimat na Colúmbia Britânica.

Kitimat é um município do Canadá, no noroeste da província de Colúmbia Britânica. Sua população é de 10.285 habitantes (censo nacional de 2001).